# Foltermuseum auf der Burg zu Burghausen

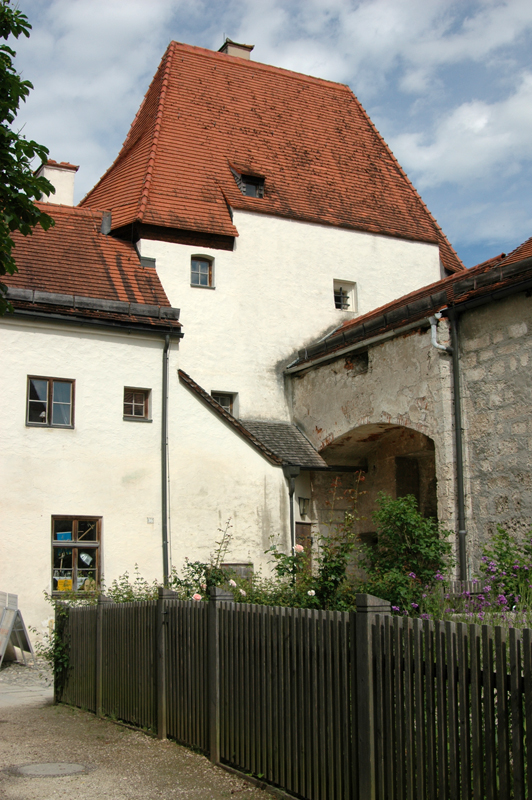
Im Schergen- oder Folterturm ist das Foltermuseum untergebracht.

Das Foltermuseum Burghausen befindet sich im alten Schergen- oder Folterturm auf der Burg zu Burghausen in Burghausen.
Die ehemalige Folterkammer befindet sich im Erdgeschoss. Darunter liegt das Verlies. Im ersten Stock befindet sich der Durchgang zum Hexenturm und im zweiten Stock die Todeszelle. Die letzte Hinrichtung in der Burg fand 1831 statt.
Betreiber des Museums ist Peter Fischer. Die meisten Exponate sind Nachbauten.